# Joyce Lankester Brisley
Œuvres principales
- série Une toute petite fille

Joyce Lankester Brisley (1896-1978) est une romancière et une illustratrice anglaise de livres pour enfants. Elle est surtout connue pour la série Une toute petite fille (Milly-Molly-Mandy en vo), destinée aux fillettes.

## Biographie
Joyce L. Brisley est née en 1896 à Bexhill-on-Sea, station balnéaire du sud de l'Angleterre. Elle a vécu à Londres, mais a fréquemment résidé à la campagne, d'où elle puise l'essentiel de son inspiration. Elle a commencé à gagner de l'argent dès l'âge de seize ans en réalisant des illustrations de cartes de Noël et cartes postales.
Joyce Lankester Brisley avait deux sœurs, également illustratrices : Nina K. Brisley et Ethel C. Brisley.
Elle meurt en 1978 à l'âge de quatre-vingt deux ans.

## Une toute petite fille
Joyce L. Brisley rencontre le succès avec la série de romans Milly-Molly-Mandy (du nom de l’héroïne - en français : Mili-Mali-Malou), destinée aux lectrices de cinq à huit ans environ. Le premier tome est publié en 1928, après avoir d'abord paru en 1925 dans le magazine The Christian Science Monitor. L'auteur a illustré elle-même les six volumes que compte la série.
L’héroïne est une fillette qui vit dans un petit village d'Angleterre avec ses parents, grands-parents, son oncle et sa tante. Elle a également deux amies. Chaque volume conte les petites activités quotidiennes d'une petite fille de la campagne : aller à l'école, pêcher, pique-niquer, préparer des cadeaux, etc.
En France, la série a été publiée aux éditions Hachette dans la collection Nouvelle Bibliothèque rose (série Mini rose) puis Bibliothèque rose, sous le nom : Une toute petite fille.

### SérieUne toute petite fille
Note : La première date est celle de la première édition française.
- 1955 : L'Histoire d'une toute petite fille Titre original : Milly-Molly-Mandy stories (1928). Illustrations de Simone Baudoin, traduction de Suzanne Pairault. Rééditions : 1959, Bib. rose no 29 ; 1975 (illustrations de Pierre Dessons).
- 1956 : Nouvelles Histoires d'une toute petite fille Titre original : Further Doings of Milly-Molly-Mandy (1932), Bib. rose no 30. Illustré par Jeanne Hives, traduction de Nicole Étienne. Rééditions : 1975 ; 1982 ; 1989 (illustré par Pierre Dessons).
- 1962 : La Maison d'une toute petite fille Titre original :More of Milly-Molly-Mandy (1929); Bib. rose no 93. Illustrations de Langlais, traduit par Olivier Séchan. Rééditions : 1982 ; 1989 (illustrations de Pierre Dessons).
- 1963 : Les Amis d'une toute petite fille Titre original : Milly-Molly-Mandy Again (1948)[1], Bib. rose no 127. Illustré par Madeleine Prévôt, traduit par Olivier Séchan. Rééditions : 1982 ; 1988 (illustrations de Pierre Dessons).
- 1963 : Les Surprises d'une toute petite fille Titre original : Milly-Molly-Mandy Again (1948)[1], Bib. rose no 131. Illustré par Madeleine Prévôt, traduit par Olivier Séchan. Rééditions : 1980 ; 1988 ; 1992 (illustrations de Pierre Dessons).
- 1964 : Les Bonnes Idées d'une toute petite fille Titre original : Milly-Molly-Mandy and Co. (1955), Bib. rose no 166. Illustrations de Jacques Fromont, traduction de Suzanne Pairault. Rééditions : 1979 ; 1989 (illustrations de Pierre Dessons).
- 1968 : Les Découvertes d'une toute petite fille Titre original : Milly-Molly-Mandy and Billy Blunt (1967), Bib. rose no 298. Illustrations de Jeanne Hives, traduit par Suzanne Pairault. Rééditions : 1984 ; 1989 (illustrations de Pierre Dessons).
- 1990 : Les Bonheurs d'une toute petite fille Titre original : Inconnu, Bib. rose no 496. Illustré par Pierre Dessons, traduit par Suzanne Pairault.
- 1990 : Les Menus Plaisirs d'une toute petite fille Titre original : Inconnu, Bib. rose no 497. Illustré par Pierre Dessons, traduit par Nicole Étienne.
- 1991 : Les Beaux Soirs d'une toute petite fille Titre original : Inconnu ; Bib. rose no 498. Illustré par Pierre Dessons, traduit par Olivier Séchan.

Compilations
- The Adventures of Milly-Molly-Mandy (1992)
- The Milly-Molly-Mandy Storybook (2001)

### Romans hors séries
- Hurrah for the Trains (1919)
- Jolly Days At the Zoo (1921)
- Another Bunchy book (1951)
- Children of Bible Days (1970)
- The New Testament Story (1973)
- Model Trains (1979)
- Marigold in Godmother's House (2001)
- Bunchy (2005)

Collections
- The Dawn Shops and Other Stories (1950)
- The Joyce Lankester Brisley Book (1981)

Non-fiction
- My Bible Book (1964)
- From the Exile to Christ : A Historical Introduction to Palestinian Judaism (1964)

## Sources
ouvrage
- Raymond Perrin, Littérature de jeunesse et presse des jeunes au début du XXIe siècle, Paris, L'Harmattan, septembre 2007, 558 p. (ISBN 978-2-296-04067-0, lire en ligne)